# Bernd Dreher
Pour les articles homonymes, voir Dreher.
Bernd Dreher, né le 2 novembre 1966 à Leverkusen en Allemagne, est un ancien joueur allemand de football qui évoluait au poste de gardien de but. En 2001, il était doublure de Oliver Kahn et remporte, la meme année, la Ligue des Champions face à Valence à Milan.

## Carrière
- 1986-1990 : Bayer Leverkusen
- 1990-1996 : Bayer Uerdingen
- 1996-2003 : Bayern Munich
- 2005-2008 : Bayern Munich

## Palmarès
- 5 Championnats d'Allemagne (1999, 2000, 2001, 2006, 2008) avec le Bayern Munich.